# Pylons of Pearl River Crossing
Pylons of Pearl River Crossing foi construída em 1987 na China. Tem 253 m (830 pés) e é actualmente a 63ª torre mais alta do mundo.